# Кодунский Станок
Коду́нский Ста́нок (Худанский Станок, бур. Худанай Yртөө) — улус в Кижингинском районе Бурятии. Входит в сельское поселение «Нижнекодунский сомон».

## География
Улус расположен на левом берегу реки Худан (Кодун), в месте прорыва рекой Худанского хребта, в 25 км к северу от районного центра — села Кижинга, в 5 км южнее границы с Хоринским районом (16 км от Хоринска).

## Население
| 2002 | 2010 |
| ---- | ---- |
| 182  | ↘168 |